# Haslach an der Mühl
Haslach an der Mühl är en ort och kommun i Österrike. Den ligger i distriktet Rohrbach i förbundslandet Oberösterreich, 180 kilometer väster om huvudstaden Wien. 
Kommunen består av fem orter (Ortschaften) (inom parentes invånarantal 1 januari 2024):
- Felberau (283)
- Hartmannsdorf (141)
- Haslach an der Mühl (1 739)
- Jaukenberg (273)
- Neudorf (154)